# Carlitos y el Campo de los Sueños
Carlitos y el Campo de los Sueños é um filme espanhol dirigido por Jesus del Cerro.

## Sinopse
O filme conta a história de Carlitos, um órfão que sempre quis duas coisas acima de tudo: uma família para adotá-lo e tornar-se jogador de futebol. Para fazer isso ele deve superar muitos obstáculos, como Don Ippolito, o diretor do orfanato onde ela vive, que odeia esportes. Mas também tem o apoio de seus amigos Trampas, Seta, e Flaca, para ajudá-lo a alcançar seu sonho.

## Elenco
- Guillermo Campra ..... Carlitos
- David Becerra ..... Trampas
- Vicente Díez ..... Gollum
- Alejandra Lorenzo ..... Flaca
- Jennifer Manzano ..... Anita
- Íñigo Navares ..... Seta
- Josep Maria Pou ..... Don Hipólito Negrero
- Gustavo Salmerón ..... Diego
- Irene Visedo ..... Maite